# Tyulenovo
Tyulenovo (bulgare : Тюленово) est un village et une station balnéaire sur la côte occidentale de la mer Noire, au nord-est de la Bulgarie, dans la province de Dobritch et la municipalité de Chabla. Le village est proche de la frontière roumaine, située après le village de Durankulak. Tyulenovo a environ 80 habitants permanents, mais pendant l'été reçoit près de 300 touristes, bulgares et roumains principalement. Au centre, il y a deux petits hôtels, un petit port de pêche et une plage au fond de la calanque.

## Étymologie
Son nom au cours de la longue domination ottomane (1396-1878) était Kalaç-Köy : « village de l'épée » que les roumains prononçaient Calancea et que les cartographes roumains transcrivirent Calacichioi. Le village a été renommé Tyulenovo soit « village des phoques » en bulgare, en raison de la présence, jadis, de phoques « moines » pontiques Monachus monachus albiventer aux pieds du cap Kaliakra tout proche.

## Géographie
On arrive à Tyulenovo par la route côtière de Kavarna qui longe la côte rocheuse, desservant la station balnéaire de Roussalka et le village de Kamen Bryag. Les cavités des falaises abritent parfois des routards l'été. Une longue plage de sable nommée Bolata se trouve à moins de 2 kilomètres de Tyulenovo.
Sur le sentier de randonnée de Tyulenovo à Kamen Bryag se trouve un site mégalithique constitué de stèles et de sépultures sculptées dans la roche et d'autels de l'ancienne religion des Thraces. Des artefacts récemment découverts sur le site énéolithique de Durankulak sont exposés au village voisin de Balgarevo. Tyulenovo est également connu depuis le 31 mai 1951, lorsque le premier champ pétrolier de Bulgarie a été découvert non loin : depuis, de nombreux forages pétroliers sont pratiqués dans les environs.

## Histoire
Un établissement thrace antique a laissé des traces archéologiques, rattachées à la culture de Varna. Durant la période romaine, la zone appartenait à la province de Scythie mineure car des Scythes s'étaient mêlés aux Thraces locaux. L'Empire byzantin la renomma Paristrie. En 681, après la bataille d'Ongal, l'armée du khan Asparoukh a poursuivi l'armée byzantine de l'empereur Constantin IV depuis le delta du Danube jusqu'à Varna, tandis que la marine byzantine longeait la côte embarquant les soldats en retraite : ainsi fut fondé le Premier Empire bulgare.
Au Moyen Âge, la région passe plusieurs fois entre les mains des Bulgares et des Byzantins. À la fin du XIIIe siècle et au début du XIVe siècle, elle était fréquentée par les marins de Gênes, Venise et Raguse et faisait partie du despotat de Dobroudja, l'un des trois états issus de la division du pays après la mort d'Ivan Alexandre de Bulgarie. Le 10 novembre 1444, une armée polonaise, hongroise, valaque et française surnommée « croisade de Varna » et menée par le roi polonais Ladislas III Jagellon Warneńczyk (Varnentchouk : « le varnois » en polonais) est mise en pièces par l'armée du sultan ottoman Murat II : cette victoire turque inaugure plus de quatre siècles de pouvoir ottoman,.
Durant ce temps, il y eut par périodes dans la calanque de Tjulenovo un hameau de pêcheurs pontiques qui au XIXe siècle encore échangeaient leur poisson séché (principalement des anchois Engraulis encrasicolus et des aloses pontiques Alosa pontica) contre les produits ovins des éleveurs tatars de la région. Des grottes dans les falaises constituaient un « monastère troglodyte » (bulgare : Скални Манастир) en abritant des anachorètes rattachés à l'ermitage disparu « saint Nicolas de Myre » (bulgare : Свети Николай Чудотворец) du cap Kaliakra, où ils entretenaient un feu pour les marins, détruit par les Ottomans en 1856.

## Faune et flore
Des dauphins peuvent être vus de la falaise lorsqu'ils se rapprochent de la côte, le plus souvent à l'aube et au crépuscule, pourchassant les mulets Mugil cephalus. 

### Controverses à propos de la présence de phoques
De nombreuses légendes invérifiables circulent à leur sujet : selon l'une, la reine Marie de Roumanie, qui avait un palais d'été dans la ville voisine de Balchik, aurait élevé un couple de ces phoques pendant plusieurs années avant de les relâcher, et ils auraient fait souche sur la côte de Tyulenovo, propice à leur reproduction. Selon ces rumeurs anonymes, un cadavre de phoque aurait été aperçu en 1978 par un plongeur. Les cryptozoologues disent qu’il y aurait encore des phoques près de falaises nord et sud du village, mais les zoologues considèrent cette sous-espèce comme disparue dans les années 1940.
En effet, même s'il peut occasionnellement brouter des algues, le phoque moine se nourrit principalement de poissons, de crustacés, de seiches et de poulpes : à ce titre il était perçu comme un « nuisible » par les pêcheurs et exterminé, étant aussi une source de graisse et de viande, notamment en période de disette.